# 압박 전투
압박 전투는 1963년 1월 2일 베트남 전쟁 중 베트남 공화국 딘뜨엉성 (현재 띠엔장성)에서 벌어진 주요 전투이다. 1962년 12월 28일, 미군 정보부는 딩뜨엉성 압탄토이 마을에서 라디오 송신기와 약 120명 규모의 남베트남 민족해방전선 병력의 존재를 감지했다. 이 지역은 베트남 공화국 육군 (ARVN) 제7보병사단의 주둔지였다. 남베트남군과 미군 고문단은 두 개의 지방 시민경비대대와 제11보병연대, 베트남 공화국 육군 제7보병사단의 일부 병력을 동원하여 세 방향에서 압탄토이를 공격하여 남베트남 민족해방전선 병력을 격멸할 계획을 세웠다. 보병 부대는 포병, M113 장갑차 (APC), 헬리콥터의 지원을 받을 예정이었다. 그러나 남베트남 민족해방전선 병력은 보급품 이동, 위장 남베트남 민족해방전선 요원, 그리고 해독된 베트남 공화국 육군 무선 통신 등 다양한 출처를 통해 남베트남 정부의 대규모 공격을 예측했다. 이에 따라 남베트남 민족해방전선은 미군과 남베트남군의 공격에 대비했다.
1963년 1월 2일 아침, 남베트남 시민경비대는 남쪽에서 압탄토이로 진격하며 공격을 선도했다. 그러나 압탄토이 남동쪽에 있는 압박 마을에 도달하자마자 남베트남 민족해방전선 제261대대 병력에 의해 즉시 발이 묶였다. 얼마 지나지 않아 제11보병연대 3개 중대가 압탄토이 북쪽 전투에 투입되었다. 하지만 이들도 그 지역에 참호 진지를 구축한 남베트남 민족해방전선 병력을 제압할 수 없었다. 정오 직전, 탄히엡에서 추가 증원군이 공수되었다. 병력을 수송하던 미군 헬리콥터 15대는 남베트남 민족해방전선 총탄 세례를 받아 5대가 격추되었다.
베트남 공화국 육군 제4기계화소총대대는 압박 남서쪽 끝에 고립된 남베트남 병사들과 미군 항공대원들을 구출하기 위해 배치되었다. 그러나 지휘관은 무거운 M113 장갑차를 현지 지형을 가로질러 이동시키는 것을 매우 주저했다. 결국 남베트남 민족해방전선은 자리를 지키며 12명 이상의 남베트남 M113 승무원들을 사살했기 때문에 그들의 존재는 거의 도움이 되지 않았다. 베트남 공화국 육군 제8공수대대는 오후 늦게 전장에 투입되었다. 그날 전투의 많은 부분을 특징지었던 장면에서, 그들은 발이 묶였고 남베트남 민족해방전선의 방어선을 뚫을 수 없었다. 어둠을 틈타 남베트남 민족해방전선은 전장에서 철수하여 첫 번째 주요 승리를 거두었다.

## 배경
궁극적으로 베트남 전쟁으로 확대될 소규모 군사 행동은 1950년대 후반 남베트남의 응오딘지엠 대통령이 "잔류" 베트민 병력을 뿌리 뽑기 위한 반공 캠페인을 시작하면서 시작되었다. 그 당시 북베트남은 1954년 제네바 협정에 따라 약속된 북베트남과 남베트남을 통합할 선거를 희망했다. 또한 미국이 남베트남을 직접 지원하는 것을 유발하는 것을 우려하여 모든 비용을 들여 전투를 피하도록 권고했다. 그러나 디엠의 캠페인은 그들이 아무것도 하지 못하도록 너무 성공적이었고, 전국적으로 소규모 행동이 발발했다. 북베트남은 미군의 개입을 계속 우려하여 군사 지원을 거부했고, 남은 베트민은 숲과 산의 접근 불가능한 지역으로 후퇴할 수밖에 없었다. 남베트남군이 이 지역에 도달하는 데 너무 오랜 시간이 걸려 게릴라 전투원들이 거의 어려움 없이 후퇴할 수 있었기 때문에 일종의 교착 상태가 이어졌다.
대규모 미국의 지원은 1960년대 초 케네디 행정부 시기에 시작되었으며, 현장에서 지원하기 위해 대규모 미군 특수부대가 도착했다. 헬리콥터의 등장은 전투의 성격을 상당히 바꾸었다. 헬리콥터는 남베트남 병사들이 나라의 거의 모든 지점으로 빠르게 날아갈 수 있게 하여 후퇴할 시간을 거의 주지 않았다. 1962년 내내 연합군은 남베트남 민족해방전선을 격파하는 데 점점 더 효과적이었다. 이러한 전술은 장갑차와 결합하여 여러 신생 남베트남 민족해방전선 부대에 큰 타격을 입혔다. 경무장한 남베트남 민족해방전선은 장갑차를 막을 수 있는 무기가 없었고, 필연적으로 큰 사상자를 내며 도주할 수밖에 없었다.
가장 성공적인 남베트남군은 당시 후인 반 까오 대령의 지휘를 받던 제7보병사단이었다. 그의 미군 고문은 존 폴 반 중령이었고, 그는 그의 기획자 리차드 지글러 대위와 협력하여 부대의 활동 대부분을 지시했다. 그들은 1962년 군사 작전에서 가장 큰 성공을 거두었으며, 준군사조직과 시민경비대, 자위대와 함께 2,000명 이상의 남베트남 민족해방전선 전투원을 사살하고 수천 명을 보급품과 단절시켰다.
그러나 남베트남 장교들은 종종 많은 사상자를 내는 것을 꺼려했다. 여러 차례, 까오의 병력은 남베트남 민족해방전선 대대 전체를 함정에 빠뜨리고 섬멸할 수 있는 훌륭한 위치에 있었다. 그러나 그는 이런저런 구실로 함정을 닫지 못하고 적들이 도망치도록 허용했다. 이 행동은 처음에는 까오를 공격적인 지휘관으로 만들려고 했던 반을 당황하게 했다. 반이 모르는 사이에, 디엠은 작전이 아무리 성공적이었더라도 너무 많은 병력을 잃은 장교는 누구든 질책하거나 강등시켰다. 고속도로에서 소수의 남베트남군 사상자와 여러 대의 트럭이 파괴된 작은 충돌 후, 까오는 사이공으로 불려가 디엠에게 질책당했다. 그가 돌아온 후, 반과 그의 고문단은 이전에 그렇게 성공적이었던 공동 계획 회의를 끝내야 했고, 사실상 그들의 지역에서 작전은 중단되었다. 까오는 그들이 개발한 뛰어난 군사 정보망을 이용하여 남베트남 민족해방전선이 없는 지역을 찾아냈고, 그러한 지역에서만 작전을 계획했다. 다른 많은 경우에, 작전은 존재하지 않는 작전의 증가 속도를 보고하기 위해 서류상으로만 실행되었다.
1962년, 디엠은 사이공 남부 지역의 지휘를 두 개로 나누기로 결정했다. 이전의 제3군단 지역은 사이공 북동쪽 지역을 담당하도록 크기가 줄어들었고, 새로 창설된 제4군단이 서쪽과 남서쪽을 맡게 되었다. 까오는 장군으로 승진하여 그의 제7보병사단의 작전 지역을 포함하는 새로운 제4군단 전술 구역의 지휘를 맡았다. 제7사단의 지휘는 까오의 참모장 부이 딘 담 대령에게 주어졌다. 담은 디엠에게 처음 승진 제의를 받았을 때 자신의 능력에 대한 우려를 표명했다. 그럼에도 불구하고 그는 까오의 이전 직책을 맡았고 반의 고문단을 다시 계획 노력에 환영했다. 지도부의 변화에도 불구하고 동일한 문제들이 제7보병사단을 계속 괴롭혔다.

## 전조
1962년 11월, 남베트남 민족해방전선 제2군사구역은 남베트남 민족해방전선 제261대대와 딘뜨엉성의 주력 대대인 제514대대에 해당 지역의 전략촌을 파괴하고 동시에 남베트남군의 소탕 작전을 공격하도록 명령했다. 1962년 12월 28일에서 30일 사이, 도청 장비를 갖춘 미군 항공기가 남베트남 민족해방전선 무선 송신기를 찾아냈다. 이 송신기는 베트남 공화국 육군 제7보병사단이 주둔하고 있던 딘뜨엉성 압탄토이 마을에서 무선 신호를 가로챘다. 이 무선 감청과 반의 정보 장교인 짐 드러먼드(Jim Drummond)가 얻은 다른 정보에 따르면 남베트남 민족해방전선이 압탄토이를 본부 위치로 사용하고 있었다. 또한, 남베트남과 미군 정보 요원들은 남베트남 민족해방전선이 송신기를 보호하기 위해 약 120명의 증강된 중대 병력을 배치했다고 믿었다. 남베트남 민족해방전선 부대가 보고된 숫자보다 크지 않다고 확신한 베트남 공화국 육군 제7보병사단은 압탄토이를 공격하도록 지시받았다.
담의 고문이자 제7보병사단 지휘 참모였던 지글러(Ziegler)는 소규모 적 부대에 대한 공격에 적합한 작전 계획을 작성했다. 덕탕 I 작전(Operation Duc Thang I)으로 명명된 지글러의 계획은 남베트남군이 세 가지 다른 방향에서 압탄토이를 공격하도록 요구했다: 제7보병사단 제11보병연대 소속 소총병 3개 중대는 북쪽에서 이동하고; 딘뜨엉 시민경비대 연대는 남쪽에서 여러 대열로 북진하며; 13대의 M113 장갑차와 보병 중대 1개 중대는 남서쪽에서 접근한다. M113 수송차량과 보병 중대는 이동 예비대 및 반응 부대 역할을 할 수 있도록 남베트남 민족해방전선이 후퇴하기 시작하면 접촉 지역으로 이동할 수 있는 위치에 배치되었다. 또한, 담은 탄히엡 비행장(북위 10° 25′ 16″ 동경 106° 20′ 10″ / 북위 10.421°  동경 106.336° )에도 두 개의 소총 중대를 배치할 예정이었으며, 이들은 미 육군 제93수송중대의 헬리콥터를 통해 전장으로 투입될 수 있었다.
이전에 미군 정보부는 남베트남 민족해방전선 무선 송신기의 위치를 추적했었다. 그러나 남베트남군이 공격을 시작하기 전에 종종 위치가 변경되었기 때문에 지글러는 남베트남 민족해방전선이 압탄토이에 120명이나 되는 병력을 가지고 있는지 비공식적으로 의문을 제기했다. 그러나 1963년에 남베트남 민족해방전선은 베트남 공화국 육군을 피하는 정책에서 맞서 싸우는 정책으로 변경했다. 제261대대 제1중대와 제514대대 제1중대는 총 320명의 정규군 병력을 가지고 있었으며, 각각 압박과 압탄토이에 배치되어 있었는데, 이들은 약 1.5 킬로미터 (0.93 mi)의 거리를 두고 있었다. 연합 중대는 차우타인 지구에서 약 30명의 지역군 병력의 지원을 받았는데, 이들은 정찰병, 탄약 운반병, 들것 운반병, 그리고 비상 교체 병력으로 복무했다. 함께, 압탄토이와 압박에 있는 남베트남 민족해방전선 제261대대와 제514대대의 일부는 "복합 대대"를 형성했으며, 이는 하이 호앙(Hai Hoang) 대령의 지휘 아래 놓였다.
이전에는 제261대대의 지휘권이 1954년 이후 북베트남에서 돌아온 남베트남 혁명가 호앙과 북베트남 출신 투 쿠에 사이에서 번갈아 가며 바뀌었다. 쿠에는 매우 엄격하고 까다로웠기 때문에 대대 병사들 사이에서 인기가 없었다. 그러나 그는 세부 사항에 꼼꼼했다. 반면 호앙은 훨씬 더 편안했고 제261대대 병사들로부터 높은 신뢰를 받았다. 따라서 강력한 리더십 기술과 인기로 인해 호앙은 압박 작전을 위한 남베트남 민족해방전선 병력의 지휘를 맡도록 선정되었다. 호앙의 지휘하에 있던 대부분의 병사들은 M1 개런드, M1 카빈, BAR 경기관총, .30구경 기관총, 그리고 단 한 정의 60mm 박격포와 같은 노획된 미군 무기로 무장하고 있었다.
전투 며칠 전, 호앙은 딩뜨엉의 남베트남 민족해방전선 정보 요원들이 사이공에서 북동쪽으로 약 65 킬로미터 (40 mi) 떨어진 곳에서 71대의 트럭에 실린 탄약과 기타 보급품이 도착했다고 보고했기 때문에 남베트남 정부로부터 대규모 공격이 있을 것으로 예상했다. 또한, 사이공에서 잘 알려진 기자이자 위장 남베트남 민족해방전선 요원인 팜 쑤언 안이 제공한 정보를 바탕으로, 호앙의 병사들은 미군 무기와 남베트남군 계획 및 매뉴얼을 연구하여 막판 헬리콥터 방어 및 M113 방어 훈련을 실시했다. 더욱이, 베트남 공화국 육군에게서 노획한 무전기를 사용하여 남베트남 민족해방전선은 베트남 공화국 육군의 암호화되지 않은 무전 통신 덕분에 공격 소식을 가로챌 수 있었다. 남베트남 민족해방전선은 또한 북쪽의 압탄토이, 남동쪽의 나무가 늘어선 개울, 남쪽의 압박에 진지를 구축하여 현지 지형을 최대한 활용했다. 그들의 진지는 나무와 덤불로 잘 가려져 있어 공중에서 보기 어렵고 중화기로부터 좋은 보호를 제공했다. 압박의 남쪽과 서쪽에는 남베트남 민족해방전선이 관개용 제방 앞에 일련의 참호를 파서 주변 논밭에 대한 방해받지 않는 사격 지대를 확보했다. 참호는 한 사람이 서 있을 수 있을 만큼 깊거나 두 명의 기관총 사수가 들어갈 만큼 충분히 컸다. 참호선 뒤에는 관개용 제방이 남베트남 민족해방전선 부대들이 서로 통신할 수 있도록 했다. 요컨대, 남베트남 민족해방전선은 모든 공격 부대에 대해 큰 이점을 누렸다.

## 전투

### 전투의 시작
1월 2일 오전 4시, 압박과 압탄토이 주변의 남베트남 민족해방전선 정찰병들이 트럭과 보트 엔진 소리를 들었다고 보고하자 호앙은 경계 명령을 내렸고, 병사들은 즉시 무기를 들고 참호로 서둘러 들어갔다. 두 마을의 대부분의 여성, 어린이, 노인들은 명령이 내려지자마자 근처 늪으로 도망쳐 숨었다.
베트남 공화국 육군 제1대대, 제11보병연대 전체를 공수하려면 30대의 CH-21 쇼니 헬리콥터가 필요했지만, 단 10대만 사용 가능했다. 그 결과, 담은 한 번에 한 개 중대만 전장에 보낼 수 있었다. 오전 7시경, CH-21 헬리콥터의 첫 번째 편대가 첫 번째 남베트남 병사들을 하역했다. 이 병사들은 나머지 대대가 도착할 때까지 진지를 지켜야 했다. 정규 남베트남군 부대의 도착 지연으로 인해 람 꽝 토이 소령 지휘하의 A 및 B 태스크포스 소속 시민경비대대 2개 대대는 자체적으로 적 진지를 향해 진격하게 되었다.
계획대로, A 기동 부대의 첫 번째 시민경비대대는 압박을 향해 북진하기 시작했다. 호앙은 시민경비대대가 접근하고 있음을 알고 압박의 중대장에게 전투의 첫 발포를 할 준비를 하라고 지시했다. 노획된 미군 통신 장비를 사용하는 남베트남 민족해방전선 무전병들은 정부군이 사용하고 있는 주파수를 감시하여 시민경비대의 움직임을 추적했다. 선두 시민경비대대가 압박 남쪽 끝에서 30 미터 (98 ft) 이내로 접근하자 남베트남 민족해방전선은 참호에서 발포하여 즉시 선두 중대장과 태스크포스 지휘관에게 부상을 입혔다. A 기동 부대의 추진력은 선두 시민경비대대 병사들이 제방으로 피신하여 남베트남 민족해방전선 측면을 공격하려다 실패하면서 멈췄다. 그 동안 포병 지원은 비효율적이었다. 시민경비대 포병 관측병들은 포탄 낙하를 관측하기 위해 일어서려 하지 않았다. 결과적으로, 포탄은 참호가 아닌 남베트남 민족해방전선 진지 뒤로 계속 떨어졌다. 설상가상으로, 토이(Thoi)는 두 번째 시민경비대대인 B 기동 부대를 보내 첫 번째 대대를 구출하는 데 실패했다.
압탄토이 북쪽에서는 베트남 공화국 육군 제11보병연대 3개 중대도 상황이 나아지지 않았다. 그들은 세 개의 개별 축선으로 목표를 향해 남진했다. 다시 한 번, 잘 은폐된 제514대대 남베트남 민족해방전선 병사들은 상대방이 20 미터 (66 ft) 이내로 접근할 때까지 기다렸다가 발포했다. 즉시 남베트남 보병들은 땅에 엎드릴 수밖에 없었다. 다음 5시간 동안 그들은 세 차례의 대규모 공격을 감행했지만 남베트남 민족해방전선의 방어선을 뚫는 데 실패했다. 오전 9시 30분까지 담의 예비 중대 중 마지막 중대가 탄히엡으로 공수되었지만, 미군 항공대원들이 오전 내내 탄히엡 비행장을 덮고 있던 짙은 안개 속에서 "나는 바나나"라는 별명으로 불리던 CH-21 헬리콥터를 착륙시키지 못하여 약 2시간 지연되었다. 북쪽과 남쪽의 지상 공격이 교착 상태에 빠지자 담은 동쪽과 서쪽을 공격하여 방어하는 남베트남 민족해방전선 부대를 분산시키기로 결정했다.
담은 L-19 정찰기에 탑승하여 전장을 선회하던 반에게 추가 증원군을 투입하여 공격을 시작할 수 있는 압박의 동쪽과 서쪽에 착륙 지점을 정찰해 달라고 요청했다. 이에 반은 조종사에게 압박을 덮고 있는 나무 위로 저공 비행을 해달라고 요청했다. 비록 남베트남 민족해방전선 진지를 볼 수는 없었지만, 반은 전투 시작부터 남베트남 민족해방전선의 화력이 시민경비대에 미친 영향 때문에 마을 남쪽 끝에 잘 요새화된 진지가 있다는 것을 알고 있었다. 반의 L-19 항공기가 서쪽 나무선을 넘어 비행할 때, 남베트남 민족해방전선은 참호에서 지켜보았지만, 항공기가 자신들의 위치를 표시하기 위해 사격을 유도하려 한다는 것을 알고 있었기 때문에 사격을 하지 않았다. 반은 의심스러웠지만, 다른 곳에서는 격렬한 전투가 벌어지고 있음에도 불구하고 이 지역이 평온했기 때문에 더 나은 착륙 지점이라고 판단했다.
반은 조종사에게 탄히엡에서 첫 번째 남베트남 예비 중대를 태운 10대의 CH-21을 이끌고 있던 다른 L-19와 연락을 취하라고 명령했다. 반은 7.62mm 기관총과 2.75인치 로켓으로 무장한 5대의 최근 배치된 UH-1 휴이 건십의 호위를 받던 10대의 CH-21 헬리콥터의 지휘 조종사에게 메시지를 전달하여 남베트남 민족해방전선의 .30구경 기관총의 효과를 최소화하기 위해 압박을 덮고 있는 서쪽과 남쪽 나무선에서 약 300 미터 (980 ft) 떨어진 곳에 예비 중대를 착륙시키도록 지시했다. 그러나 전쟁 초기 단계에는 미군 부대 간의 지휘 관계가 잘 확립되지 않았고, 미군 항공대원들은 특히 지배적이라고 여겨지던 반의 지시를 무시하는 경향이 있었다. 반의 지시를 따르는 대신, 지휘 조종사는 헬리콥터들을 압탄토이 남부 상공과 개울을 따라 압박으로 이끌었다. 미군 조종사들은 압박 서쪽 200 미터 (660 ft) 지점에 헬리콥터를 착륙시켰고, 그곳에서 남베트남 민족해방전선 기관총과 소화기 사격에 여러 차례 피격되었다.

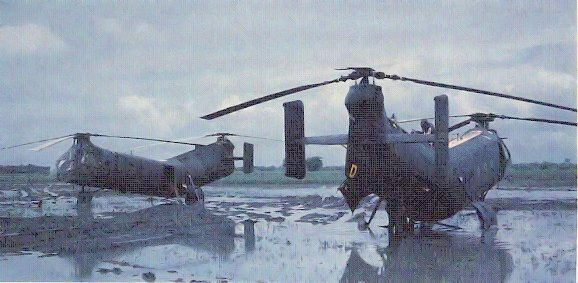
격추된 미군 CH-21 헬리콥터 두 대

5대의 UH-1 건십은 2.75인치 로켓으로 남베트남 민족해방전선 진지를 기총소사했지만 적의 사격을 제압하는 데 실패했다. 남베트남 병사들이 헬리콥터에서 내린 후, CH-21 한 대는 너무 심하게 손상되어 이륙할 수 없었다. 두 번째 CH-21이 승무원을 구출하기 위해 보내졌지만, 지상에 착륙하자마자 역시 움직일 수 없게 되었다. 휴이 중 한 대가 격추된 두 대의 CH-21 승무원들을 태우러 돌아왔다. 착륙 준비 중 주 로터가 적의 총탄에 맞았다. 항공기는 오른쪽으로 뒤집어져 추락했다. 거의 동시에, 세 번째 CH-21이 심한 손상을 입고 처음 두 대의 헬리콥터에서 가까운 논에 착륙할 수밖에 없었다. 오전 10시 30분까지, 현장에 착륙한 모든 남베트남 병사들은 압박 내부에서 오는 맹렬한 사격에 시달렸고 움직이기를 거부했다. 처음 추락한 헬리콥터에 탑승했던 아놀드 바워스 하사는 부상당한 미군 항공대원들을 구출하기 위해 이리저리 뛰어다녔다.

### 장갑차의 도착
바워스가 부상자들을 돌본 후, 그는 남베트남군으로부터 야전 무전기를 빌려 포병 및 공습을 조율했다. 잠시 후, 두 대의 AD-6 스카이레이더가 압박 상공에 도착하여 재래식 폭탄과 네이팜으로 초가집들을 공격했다. 지상에 엎드려 있던 남베트남 병사들은 자신들의 시련이 끝났다고 믿고, 남베트남 민족해방전선이 진지에서 후퇴하는지 확인하기 위해 일어섰다. 남베트남 민족해방전선은 노출된 병사들에게 발포하여 여러 명을 사살했다. 반은 베트남 공화국 육군 제2기갑기병연대 수석 고문인 제임스 B. 스캔런 대위에게 무전으로 연락하여 연대 위치에서 남동쪽으로 약 1,500 미터 (4,900 ft) 떨어진 곳에서 4대의 미군 헬리콥터가 파괴되거나 움직일 수 없게 되었다고 알렸다. 스캔런은 그의 남베트남군 상대인 제4기계화소총대대장 리 똥 바 대위에게 고립된 남베트남군 중대와 헬리콥터를 구출하도록 지시하라고 들었다.

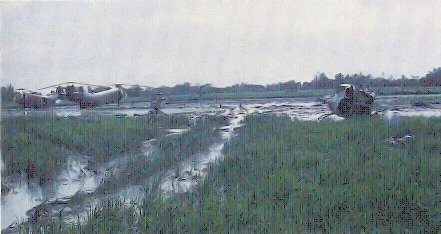
논밭에 추락한 CH-21과 휴이

바는 자신이 미군으로부터 명령을 받지 않을 것이라고 주장했다. 또한 그는 13대의 M113 장갑차를 꽁 바 끼 운하를 통해 보내면 너무 많은 시간이 걸려 남베트남 민족해방전선이 후퇴할 수 있다고 주장했다. 반과 바 사이에 논쟁이 벌어졌다. 마침내 반은 탄히엡의 지휘소에 있는 지글러에게 무전으로 연락하여 베트남 공화국 육군 제7보병사단장에게 바에게 즉시 압박으로 이동하라고 명령해달라고 요청했다. 잠시 후 지글러는 담의 허락을 받아 돌아왔고, 바는 불타는 마을에서 피어오르는 흰 연기 쪽으로 M113 수송차량을 이동시키라는 명령을 받았다. 미군 고문들은 바의 M113이 전투의 흐름을 바꿀 수 있을 것이라고 조용히 확신했다. 이전에는 M113 장갑차가 나타나자마자 남베트남 민족해방전선 전투원들이 전장에서 도망치는 경우가 많았다. 그러나 이전의 교전과는 달리, 남베트남 민족해방전선 지휘관 호앙은 진흙투성이 논밭을 통한 후퇴는 확실한 죽음을 의미했기 때문에 제261대대와 제514대대 병사들에게 남베트남군에게 전력을 다하라고 명령했다.

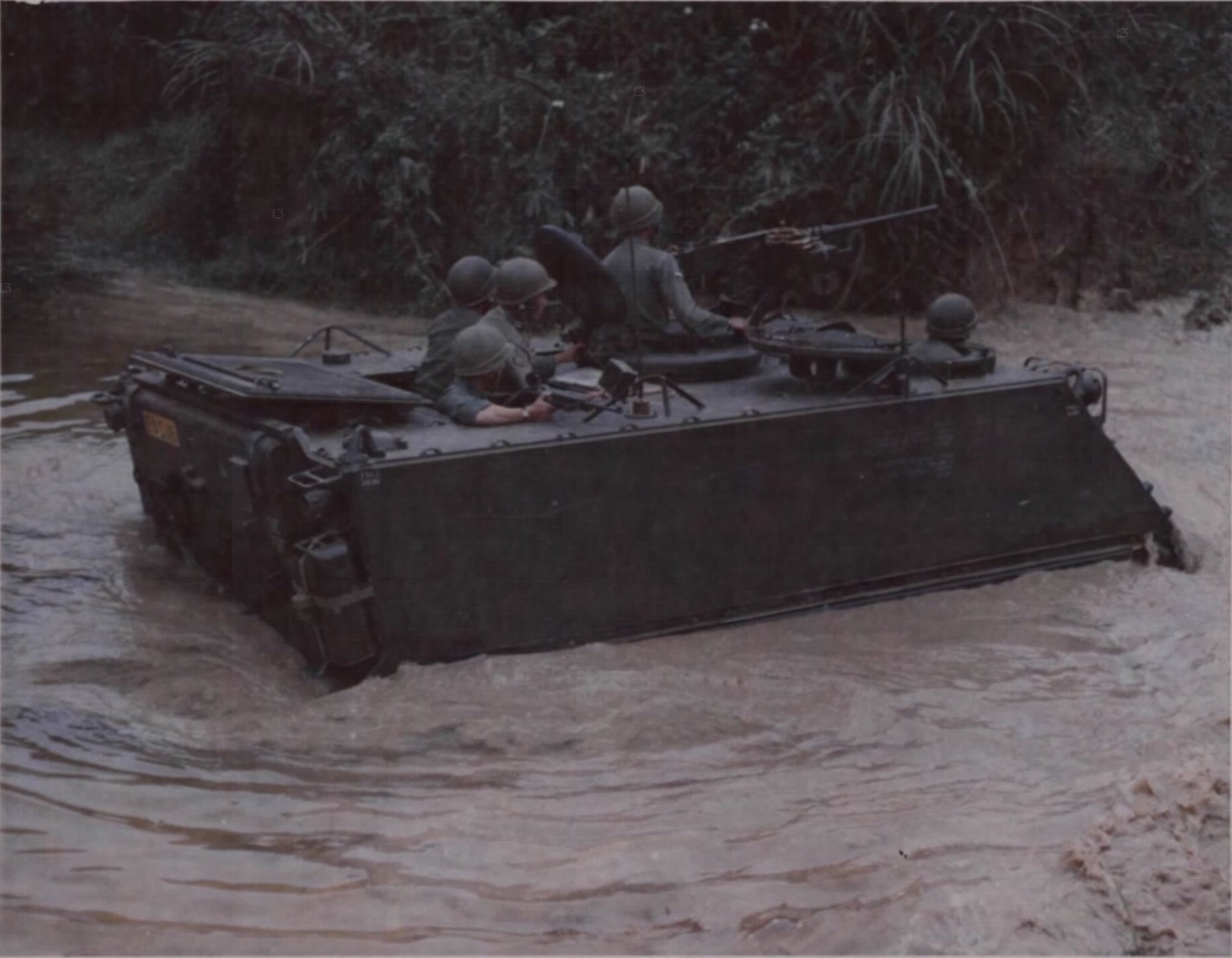
압박 전투에서 사용된 것과 유사한 베트남 공화국 육군 M113, 제4기갑기병대

남베트남 M113은 메콩델타 지역의 일반적인 얕은 개울과 강을 건너는 데 문제가 없었다. 그러나 10톤에 달하는 무거운 M113은 더 깊은 꽁 바 끼 운하에 빠져 승무원과 보병 중대는 운하를 건널 수 있을 만큼 얕아질 때까지 수풀과 나무를 베어 운하를 메워야 했다. 바가 미군 고문들로부터 직접 명령을 받지 말라는 명령을 받았기 때문에 진격을 위한 적절한 허가를 얻으려 하면서 구출 작전은 더욱 지연되었다. 장갑 부대 위를 비행하던 반은 바에게 즉시 진격하라고 요구했다. 바는 미군으로부터 지시를 받지 않을 것이라고 대답했다. 반이 바를 사살하겠다고 위협하자, 그는 마지못해 매우 천천히 매복한 남베트남 민족해방전선 쪽으로 계속 진격했다.
한편, 네 번째 CH-21이 압박으로 돌아와 격추된 헬리콥터 승무원들을 구출하려 했다. 이 헬리콥터도 지상 사격에 심하게 손상되어 진흙투성이 논에 착륙할 수밖에 없었다. 남베트남 민족해방전선은 새로운 기록을 세웠다: 이 전투는 불과 몇 시간 만에 헬리콥터 5대를 파괴하거나 격추시킨 최초의 사례였다. 13시 30분, 바의 M113 부대가 마침내 압박 서쪽에 격추된 헬리콥터에 접근했다. M113은 대형을 이루지 않고 일렬로 착륙 지점에 접근했다. 그들은 마을 안에 있는 남베트남 민족해방전선에 의해 즉시 집중 사격을 받았는데, 남베트남 민족해방전선은 한 번에 한 목표에 집중 사격을 할 수 있었다. 남베트남 M113 사수들은 허리 위까지 노출되어 있어 저격수들의 쉬운 목표가 되었다. 그날 하루가 끝날 때까지 14명의 남베트남 M113 승무원이 노출되어 사망했다. 선두의 두 대의 M113은 격추된 헬리콥터 옆에 접근할 수 있었지만, 한 운전병은 머리를 해치 밖으로 내밀고 운전하다가 사망했고, 바는 자신의 차량 안에서 의식을 잃었다.
스캔런은 바워스의 도움을 받아 부상자들을 돕고 M113 부대로 데려오기 위해 달려 나갔다. 그 시점에서 남베트남 M113 승무원들은 .50구경 기관총을 무의미하게 하늘로 발사하면서 뒤로 물러났다. 바가 정신을 차렸을 때, 그의 중대는 남베트남 민족해방전선의 참호선에 정면 공격을 감행했다. M113 승무원들이 목표에 접근했을 때, 남베트남 민족해방전선 분대장과 그의 병사들이 참호에서 뛰쳐나와 선두 공격 부대에 수류탄을 던졌다. 장갑 부대 승무원들의 단합과 사기는 빠르게 저하되었는데, 이는 수송차량의 지휘관이자 기관총 사수로 복무하던 남베트남 하사들이 사망하고 경험이 부족하고 훈련받지 못한 병사들로 교체되었기 때문이다.
남베트남 민족해방전선 요새를 장악하기 위한 최후의 노력으로, 화염방사기가 장착된 M113이 남베트남 민족해방전선 진지에서 100 미터 (330 ft) 이내로 전진하여 서쪽 나무선을 사격했다. 화염방사기는 최대 200 미터 (660 ft)의 사거리를 가졌지만, 조작원이 발사 장치를 작동했을 때, 화염은 겨우 30 미터 (98 ft) 후에 꺼졌다. 나중에 승무원이 가솔린에 겔화제를 잘못 혼합한 것으로 밝혀졌다. M113 중대가 감행한 마지막 공격은 실패했다. 오후 2시 30분경, 패배하고 사기가 저하된 제4기계화소총대대는 전투에서 이탈하여 철수했다.
그 단계에서 반은 B 기동 부대 소속 시민경비대 병사들에게 좌절했다. 그들은 압박에 도착할 서두르지 않는 것처럼 보였고, 전장의 남서쪽 측면에서 진격하면서 집집마다 수색했다. 남베트남 민족해방전선을 격파하기 위한 그의 마지막 노력으로, 반은 탄히엡으로 날아가 까오에게 압박 동쪽, 즉 남베트남 민족해방전선의 가장 논리적인 퇴각로에 공수대대를 배치해 달라고 요청했다. 반은 사방의 퇴각로를 차단하고 남베트남 특수 공수부대를 사용하여 남베트남 민족해방전선을 마을 안에 가두어 섬멸하기를 바랐다. 반의 실망스럽게도, 까오는 그 아이디어에 강력히 반대하며 대신 그의 공수대대 중 하나를 서쪽 M113 부대 뒤에 투하시키기로 결정했다. 반은 까오가 추가적인 남베트남군 사상자를 피하기 위해 남베트남 민족해방전선이 도망치도록 내버려두려 한다고 비난했다. 그러나 까오는 포위되고 잘 요새화된 적은 후퇴하는 적보다 더 격렬하게 싸울 것이므로, 압박과 압탄토이 마을 안의 남베트남 민족해방전선 부대들이 전장의 동쪽으로 후퇴하여 노출되도록 하여 포병과 항공력을 사용하여 그들을 파괴하기를 원한다고 주장했다. 까오는 또한 반에 대한 신뢰를 잃었는데, 이는 반이 소수의 미국인 목숨을 구하기 위해 많은 남베트남 병사들의 목숨을 위험에 빠뜨렸다고 느꼈기 때문이었다. 쩐 티엔 키엠 소장, 베트남 공화국 육군 합동참모본부 의장이 이 논쟁 중에 참석했다. 그는 까오의 계획에 반대하지 않았는데, 이는 농촌 혁명 발전 및 찌우호이 프로그램을 통해 베트남인들의 생명을 구하려는 디엠 대통령의 목표와 일치했기 때문이었다. 이 프로그램은 남베트남 민족해방전선 전투원들이 남베트남군에 합류하도록 장려했다.

### 공수대대 투입
까오와 계속 논쟁하는 것이 소용없다고 판단한 반은 L-19 정찰기에 다시 탑승하여 탄히엡을 떠났다. 오후 내내 그는 까오에게 남베트남 공수부대원들을 신속하게 배치하도록 계속 압력을 가했다. 그는 이 전투가 전쟁 당시까지 남베트남군에 가장 큰 패배가 될 것을 우려했다. 까오는 방금 압박의 남서쪽 측면에 도착한 두 번째 시민경비대대와 바의 장갑차 뒤에 베트남 공화국 육군 제8공수대대를 오후 4시경에 투입하겠다고 약속했다. 오후 늦게, 약 300명의 남베트남 공수부대원들을 태운 C-123 프로바이더 편대가 목표에 접근했고, 마을에서 기관총 사격을 재빨리 받았다. C-123 조종사들은 지상 사격을 피하기 위해 진로를 변경했다. 그러나 남베트남 강하조장이나 미군 비행대장은 이러한 변화를 보상하지 못했다. 결과적으로 공수부대원들은 제4기계화소총대대와 시민경비대 뒤가 아니라 매복한 남베트남 민족해방전선 진지 바로 앞에 착륙했다.
남베트남 민족해방전선은 남베트남 공수부대원들을 한 명씩 사살할 수 있었다. 일부는 강하 중에, 다른 일부는 낙하산이 나무에 걸렸을 때 사살되었다. 지상에 도착하여 살아남은 공수부대원들은 전진하려고 했지만, 은폐된 위치에 있던 남베트남 민족해방전선 병사들은 노출된 논에 있는 공수부대원들에게 발포했다. 굴하지 않고, 베트남 공화국 육군 제8공수대대는 소부대 공격을 감행했지만, 매번 격퇴되었고, 해 질 녘까지 산발적인 전투가 계속되었다. 그날 하루가 끝날 무렵, 공수대대는 전사자 19명과 부상자 33명을 잃었다. 남베트남군과 함께 낙하한 미군 고문 플레처 웨어 대위와 러셀 콥티 하사도 부상을 입었다. 밤이 되자 호앙은 남베트남군이 세 방향에서 포위하고 있다는 것을 알았다. 동쪽 측면은 열려 있었고, 그는 지치고 탄약이 부족한 제261대대와 제514대대 모두에게 압탄토이 남쪽 끝에 집결하라고 명령했다. 그들은 죽은 자와 부상당한 동료들을 데리고 논을 통해 대피했다.
반은 C-47 플레어 비행기를 사용하여 압박과 압탄토이 동쪽 측면의 논을 밝히고 싶어 했다. 그는 후퇴하는 남베트남 민족해방전선을 500발의 포병 사격으로 강타하여 섬멸하고 싶어 했다. 까오는 공수대대의 야간 방어 진지를 노출시킬 수 있다는 이유로 플레어 사용을 승인하지 않았고, 대신 시간당 4발씩 100발의 포병 사격을 명령했다. 오후 10시, 남베트남 민족해방전선 지휘관 호앙은 두 개 중대를 이끌고 압탄토이를 떠나 갈대 평야의 기지 캠프로 향했고, 지역군 부대는 다른 경로로 지역 은신처로 떠났다. 제261대대 제1중대가 선두를 이끌었고, 그 뒤를 사상자를 운반하는 들것 운반병들이 따랐다. 제514대대 제1중대는 후위 병력으로 한 소대가 후방 경계를 맡으며 대형의 후미를 담당했다. 부상당한 남베트남 민족해방전선 병사들은 압탄토이 동쪽 운하에서 삼판으로 옮겨졌고, 나머지 대형은 계속 진군했다. 1월 3일 오전 7시, 호앙의 병사들은 발각되지 않고 성공적으로 목적지에 도달했다.

## 여파

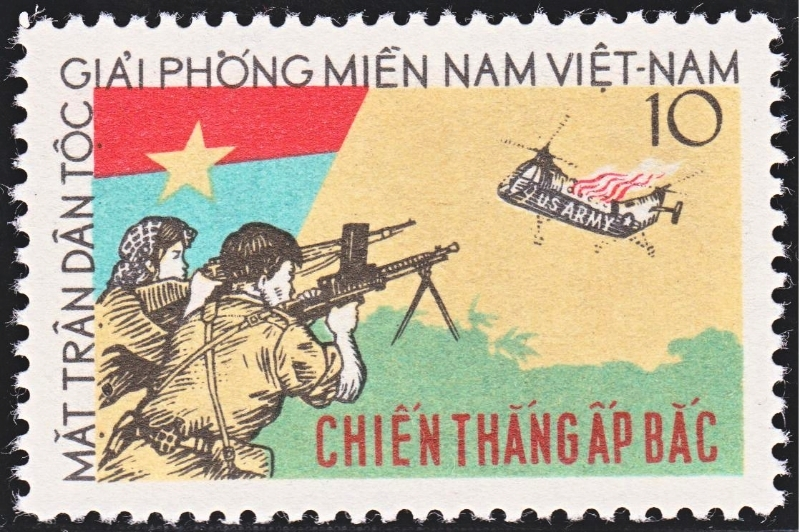
압박 전투의 남베트남 민족해방전선 승리를 기념하는 우표

1월 3일, 서방 언론인들은 미군 고문들과 함께 버려진 압박 마을을 둘러보았다. 리차드 시한 기자가 로버트 요크 준장에게 무슨 일이 있었냐고 묻자, 장군은 "도대체 무슨 일이 일어난 것 같나, 젊은이? 그들은 도망쳤어, 그게 일어난 일이지!"라고 대답했다. 얼마 후, 18시간이 넘게 늦게, 남베트남군은 압박에 포격 공격을 가했다. 포격으로 5명의 남베트남 병사가 더 사망하고 14명이 부상을 입었다. 전투 초기 단계에서 중요한 결정을 내렸던 반은 이 참사의 원인을 남베트남군에게 돌렸다. "비참한 빌어먹을 실책이었어, 늘 그렇듯이 말이야. 이 사람들은 듣지 않아. 똑같은 실수를 계속해서 반복해." 마크 모야르에 따르면, 반은 남베트남군을 비난함으로써 미국의 잘못된 정보와 형편없는 리더십을 숨기려 했다. 그는 남베트남군이 자신이 선호하는 미래의 변화를 수용하도록 압력을 가하기를 바랐다.
베트남 군사원조사령부 (MACV) 사령관인 폴 D. 하킨스 장군은 전투에 대해 훨씬 더 낙관적인 평가를 내렸다. 그는 이 작전을 큰 성공으로 간주했다. 남베트남 민족해방전선이 진지를 포기한 후, 남베트남군은 압박과 압탄토이 마을을 점령했다. 하킨스의 전투 성공 평가는 제2차 세계 대전의 미군 군사 교리에 기반을 두고 있었는데, 여기서는 상대방의 영토를 장악하는 것을 목표로 하는 재래식 제병 연합 부대 전투를 벌였다. 그러나 남베트남 민족해방전선은 디엠 정권과 그 군대의 약점을 폭로하는 데 더 관심이 있었다. 모야르(2008)는 하킨스의 재래식 교리에 기반한 확고한 낙관적 평가가 전술과 전투 준비, 그리고 베트남 공화국 육군 지휘관들과 미군 상대 및 고문들이 운영하는 방식의 단점을 인식하는 것을 피했다고 주장한다. 그의 태도 때문에 남베트남군과 미군 지휘부 모두 전투에서 유용한 교훈을 얻지 못했다.

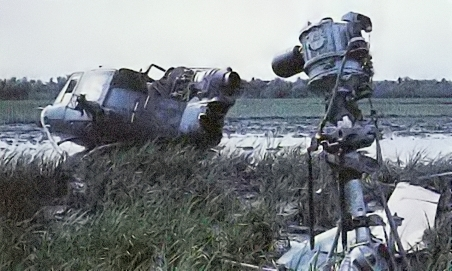
압박 전투에서 격추된 헬리콥터 5대 중 하나인 이 UH-1 건십

전투에 참가한 남베트남군은 남베트남 민족해방전선군을 격파하려는 실패한 시도에서 막대한 손실을 입었다. 남베트남군 사상자는 전사자 83명과 부상자 최소 100명이었다. 고문과 항공 승무원을 포함한 미군 참가자는 사망자 3명과 부상자 8명을 기록했다. 작전을 지원하기 위해 파견된 미군 헬리콥터 15대 중 단 한 대만 손상되지 않았고 5대가 격추되거나 파괴되었다.
남베트남 민족해방전선에게 압박 전투는 5대 1 이상의 수적 열세에도 불구하고 대규모 남베트남군 대형에 맞서 처음으로 싸운 전투였다. 압도적인 역경 속에서 남베트남 민족해방전선은 사실상 첫 승리를 거두었다. 그들은 포병과 장갑 부대, 그리고 미군의 항공 지원을 받는 잘 갖춰진 베트남 공화국 육군 병력을 성공적으로 저지했다. 남베트남 민족해방전선 사상자는 전사자 18명과 부상자 39명으로 제한되었는데, 이는 그들의 진지가 13대의 전폭기와 5대의 UH-1 건십이 발사한 600발 이상의 포탄, 네이팜탄, 기타 탄약에 맞았음에도 불구하고였다.
압박 전투는 남베트남 정부와 베트남에 대한 미국의 개입에 광범위한 영향을 미쳤다. 이 전투는 남베트남 민족해방전선에게 중요한 전환점이었다. 개별 남베트남 민족해방전선 병사들에게 이 전투는 그들이 최신 군사 장비와 미국으로부터의 상당한 지원 및 자금 지원을 받은 명목상 우월한 베트남 공화국 육군 병력을 격파할 수 있음을 보여주었다. 군사적으로, 전년도에 심각한 차질을 겪었던 남베트남 민족해방전선 지휘관들과 병사들의 사기와 자신감은 크게 향상되었다. 정치적으로, 남베트남 민족해방전선 제261대대와 제514대대는 베트남 공화국 육군 병력에 불균형한 손실을 입힌 것으로 얻은 명성을 활용하여 작전 지역에서 더 큰 영향력을 행사할 수 있었다.
전략촌 프로그램과 1962년의 강화된 군사 작전의 초기 성공에도 불구하고, 압박에서의 사건들은 디엠 정부에 추가적인 압력을 가했다. 왜냐하면 이는 특히 메콩델타 지역에서 남베트남 민족해방전선의 재부상에 대처할 준비가 되어 있지 않음을 보여주었기 때문이다.

## 내용주
각주
1. ↑  이 연대는 압탄토이 작전을 위해 세 개의 별도 기동 부대로 나뉘었다. A 기동 부대는 제174, 제842, 제892 중대로 구성되었고, B 기동 부대는 제171, 제172, 제839 중대로 구성되었다. 제173, 제175 중대는 C 기동 부대로 가장 서쪽 위치를 차단했지만, 전투에 투입되지는 않았다. Toczek, p. 72

인용
1. 1 2  Moyar, p. 164
2. ↑  Moyar, p. 166
3. ↑  Moyar, p. 169
4. ↑  Toczek, p. 46
5. ↑  Moyar, p. 170
6. ↑  Sheehan, p. 92
7. ↑  Moyar, p. 174
8. ↑  Moyar, p. 176
9. ↑  Toczek, p. 48
10. ↑  Halberstam, p. 80
11. ↑  Halberstam, p. 81
12. ↑  Elliot, p. 180
13. 1 2  Toczek, p. 71
14. ↑  Truong, p. 350
15. ↑  Toczek, p. 72
16. 1 2 3 4  Moyar, p. 187
17. 1 2  Truong, p. 351
18. 1 2 3 4 5  Truong, p. 419
19. 1 2  Elliot, p. 183
20. 1 2 3  Elliot, p. 182
21. ↑  Larry, pp. 134–143
22. ↑  Sheehan, p. 212
23. ↑  Truong, p. 356
24. ↑  Truong, p. 355
25. ↑  Truong, p. 357
26. 1 2  Truong, p. 359
27. 1 2 3 4  Moyar, p. 188
28. 1 2 3 4  Truong, p. 361
29. ↑  Moyar, p. 189
30. ↑  Truong, p. 368
31. ↑  Truong, pp. 370–372
32. ↑  Truong, p. 374.
33. 1 2  Starry, p. 27.
34. 1 2  Truong, p. 377.
35. ↑  Moyar, pp. 190–91.
36. ↑  Truong, p. 378.
37. 1 2  Jacobs, p. 141.
38. ↑  Truong, pp. 404–5.
39. 1 2 3 4  Truong, p. 407.
40. ↑  “M132 Flamethrower”. 《Global Security》. 2010년 4월 10일에 확인함.
41. ↑  Truong, p. 396.
42. ↑  Truong, p. 412.
43. 1 2  Moyar, p. 193.
44. 1 2  Truong, p. 413
45. ↑  Truong, p. 416
46. 1 2 3  Truong, p. 417
47. ↑  Moyar, p. 194
48. ↑  Truong, p. 420
49. ↑  Truong, p. 421
50. ↑  Nagl, p. 133.
51. ↑  Nagl, pp. 133–34.
52. ↑  Moyar, p.194
53. ↑  Moyar, pp. 194–195
54. ↑  Nagl, p. 134
55. ↑  Nagl, p. 135
56. ↑  Elliot, pp. 183–84.
57. ↑  Elliot, p. 184.